# Guardian Building
Le Guardian Building est un gratte-ciel de bureaux de 151 mètres de hauteur construit à Détroit de 1928 à 1929 dans un style Art déco. Il a été classé monument historique en 1989.
L'immeuble est décoré de motifs dessinés par des Amérindiens.
Le bâtiment a été surnommé la « cathédrale de la finance »